# Сейбр-Світло
Благоді́йний фонд «Сейбр-Світло» (англ. Sabre-Svitlo Foundation) — українсько-американський доброчинний фонд, неприбуткова громадська організація в Україні. Заснований у 1990 р. доброчинним фондом «Сейбр» (м. Кембридж, США).
«Сейбр-Світло» взяв на себе фунцію постачання сучасної іноземної наукової літератури в Україну.
За період з 1990 року із США було доставлено і розповсюджено серед більш ніж 5 000 колективних та індивідуальних організацій в усіх областях України понад 500000 примірників книг і журналів практично з усіх галузей знань.
При цьому 2000 постійних організацій-партнерів (реципієнтів) в Україні щорічно отримують 40-50 тис. книг.
Фонд «Сейбр-Світло» тісно співпрацює з фондом «Сейбр» (м. Кембридж, США), The East and Central European Journal Donation Project, International Book Project, Pubwatch, Фонд Катедр Українознавства Гарвардського університету, багатьма бібліотеками та іншими установами США, Канади та Західної Європи.